# Джонні Клебіц
Джонатан «Джонні» Клебіц (англ. Jonathan "Johnny" Klebitz, 1974, Олдерні, Ліберті-Сіті — 2013, округ Блейн, Сан-Андреас) — протагоніст в Grand Theft Auto IV: The Lost and Damned, також з'являється як персонаж у Grand Theft Auto IV, Grand Theft Auto IV: The Ballad of Gay Tony і Grand Theft Auto V.
Віцепрезидент байкерського угруповання «Пропащі» в Олдерні. Отримав контроль над бандою, коли лідер Біллі Грей був поміщений в колонію. Відносини між Грєєм і Клебіцем знаходяться в натягнутому стані. Складно сказати, хто стане лідером, коли Грей вийде на свободу. Під його управлінням угрупування «Пропащі» змогло співіснувати у відносному мирі з бандою «Ангели смерті». Налагодив бізнес, завдяки якому вся банда отримувала стабільний дохід. Пов'язаний з відомим наркодилером з Південного Богана — Елізабетою Торрес.

## Біографія

### Ранні роки
У 1974 році, в районі Ектер, Олдерні, міста Ліберті-Сіті, в єврейській родині народився Джонатан. Його батьки завжди хотіли для свого сина спокійного, стабільного майбутнього. Наприклад, мама Джонні завжди говорила йому, що він стане водієм автобуса.
У Джонні є брат Майкл (англ. Michael Klebitz), який старший Джонні на три роки. Саме він познайомив Клебіца-молодшого з Біллі Греєм. Але пізніше доля посміялася над цією подією, зробивши з Майкла законослухняного громадянина, справжнього військового, який вкрай негативного ставиться до злочинних відносин Джонні і Біллі.

### Юнацтво і кримінальна діяльність
Все змінюється до 1991 року. Починаючи з цього часу і в найближчі три роки, Джонні займається не зовсім правомірними діями, що призводить до того, що у віці 20 років він сідає у в'язницю. На довгих шість років, поки його умовно-достроково не випускають в 2000-му.
Імовірно, що в 2004 році Джонні побував навіть у Сан-Андреасі, про це говорить одна з нашивок на його куртці. Він довгий час не може знайти роботу. Все його тіло посічене шрамами і, здається, що він сліпий на одне око, але це достеменно невідомо. Від маленького Джонні нічого не залишилося, тепер це здоровий і похмурий чоловік, який важить 105 кілограмів.
Поступово життя його дедалі більше і більше зливається з братством The Lost. В його рамках він показує себе спокійним і розважливим, справедливим, впертим, але знає почуття міри. Його розумну діяльність може характеризувати, наприклад, те, що в момент заміщення Біллі Грея, Джонні зумів налагодити контакт з суперницькою бандою, припинивши непотрібні сутички та кровопролиття.
Джонні починає зустрічатися з Ешлі Батлер. До відносин з Джонні вона була пристойною дівчиною, хотіла піти працювати моделлю, але з ним вона почала вживати наркотики і всі її мрії залишилися в минулому. Після того, як він ловить її на зраді зі своїм старшим «братом» Біллі Греєм, то всі відносини припиняються. Правда, Джонні продовжує піклуватися про Ешлі, не дивлячись ні на що. В кінці, коли вона вчергове попросить грошей для наркотиків, Джонні скаже їй, що все скінчено, і що він не хоче більше її знати і бачити.
Подальшу долю Джонні Клебіца можна дізнатися у Grand Theft Auto IV: The Lost and Damned. На жаль, кінець історії для Джонні в 2008 році буде не надто веселий. Він втратить вірного друга, клуб і братерство, але у нього залишаться троє останніх «Пропащих», з двома з яких можна проводити дозвілля, а на третього працювати.

### Останні роки
Через кілька років Джонні, Ешлі і залишки «Пропащих» переїхали в округ Блейн, штат Сан-Андреас, де відродили The Lost. Однак Тревора Філіпса, протагоніста Grand Theft Auto V, не особливо влаштовували порядки банди, тому він вирішив почати відносини з Ешлі. Після чергової зустрічі Джонні знову заявився до Тревора. Тревор в люті вбиває Джонні, пробивши череп ногою кількома ударами. Джонні, при цьому не надавш зовсім ніякого опору, що нехарактерно для нього. Цілком можливо, всьому виною наркотики, до яких Джонні міг пристрастится після подій Lost and Damned.

## Цікаві факти
- Джонні дуже схожий на баскетболіста Джейсона Кідда. Також є схожість імені Джонні Клебіца з Джонні Блейзом, героєм «Примарного гонщика». Крім того, Джон Марстон, головний герой іншої гри Rockstar Games — Red Dead Redemption — дуже схожий на Джонні. У нього теж грубий голос, він знаходиться в банді, і був зраджений її лідером. Антагоністом (противником) Джона Марстона є Білл Вільямсон (англ. Bill Williamson).
- Клебіц рухається набагато повільніше, ніж той же Ніко або Луїс. Це пояснюється тим, що він більшу частину життя проводить у сідлі байка і не дуже любить пересуватися пішки.
- Джонні лягає спати незвично, на відміну від інших головних героїв Grand Theft Auto: Episodes from Liberty City. Тобто, він буквально не лягає, а сідає на матрац і, звісивши руки на колінах, дрімає.
- Різні персонажі називають Джонні по-різному: Джонні-Єврей, Джонні Ка, Джонні-Бій, ДжиКей, Джон Джон, Джонні Ребель.
- У GTA IV одяг Джонні виглядає зовсім інакше: простенька оливкова «тілогрійка» поверх чорної сорочки, з простою нашивкою на спині; та й зовнішність байкера там зовсім інша. Тоді розробники ще тільки робили начерки цього персонажа.
- Джонні Клебіц — другий протагоніст чия смерть була показана в грі (Після Віктора Венса), а також перший протагоніст який був убитий іншим протагоністом
- Джонні Клебіц був одним з найсильніших і найхитріших персонажів в GTA 4: The Lost and Damned і був здоровим по статурі, а в GTA 5 став набагато стрункішим і був забитий на смерть. Можливо за 5 років він сильно змінився і підсів на наркотики, через що став набагато слабкіше.
- Так само в GTA 5 були вбиті ще його 2 близьких друзів Клей і Террі. Джонні, Клей, Террі і Джиммі в GTA 4: The Lost and Damned могли разом проводити дозвілля. Всі вони були вбиті протагоністами GTA (Джиммі убитий Ніко, а Джонні, Клей і Террі — Тревором).

## Судимості
- Викрадення автомобіля (1991-й рік).
- Напад (1993-й).
- Ненавмисне вбивство (1994-й).
- Порушення умов дострокового звільнення (2000-й).